# شن منگلو
شن منگلو (انگلیسی: Shen Menglu؛ زادهٔ ۱۰ مهٔ ۲۰۰۲) بازیکن فوتبال اهل چین است.
از باشگاه‌هایی که در آن بازی کرده است می‌توان به باشگاه فوتبال اسپورتینگ اشاره کرد.
وی همچنین در تیم‌ ملی فوتبال زنان چین بازی کرده است.